# Nina Subbótina
Nina Nikoláyevna Subbótina (en ruso Нина Николаевна Субботина; Ekaterimburgo, Óblast de Sverdlovsk, 2 de agosto de 1946) es una matemática soviética y rusa, especialista en la teoría del control óptimo, juegos diferenciales y ecuaciones de Hamilton-Jacobi, miembro correspondiente de la Academia de Ciencias de Rusia (2011).

## Biografía
Nació en Ekaterimburgo, Rusia, el 2 de agosto de 1946. En 1969 se graduó de la Facultad de Matemáticas y Mecánica de la Universidad de Ural. Desde 1969, ha estado trabajando en el departamento de sistemas dinámicos del Instituto de Matemáticas y Mecánica, Rama Ural de la Academia de Ciencias de Rusia (desde 2008 - jefe del sector). Desde 1997 enseña en la Universidad de Ural. En 2003 defendió su tesis doctoral. En 2004 fue galardonada con el título académico de profesor. En 2011, fue elegida miembro correspondiente de la RAS.

## Actividad científica
Las principales direcciones de la actividad científica: la teoría del control posicional óptimo y la teoría de soluciones generalizadas de las ecuaciones de Hamilton-Jacobi. Obtuvo las propiedades conceptuales y estructurales de una síntesis óptima basada en las características clásicas de la ecuación de Hamilton-Jacobi-Bellman. Se proponen métodos numéricos para resolver problemas de control óptimo de duración prescrita. Se corrobora la posibilidad de una aproximación singular de las soluciones de minimax de los problemas de valor límite de Cauchy y Dirichlet para las ecuaciones de Hamilton-Jacobi y su relación con las leyes de conservación.

### Resultados científicos clave
- para un juego diferencial posicional, se demuestra la imposibilidad de aproximar estrategias posicionales óptimas discontinuas mediante estrategias continuas y de valores múltiples, y se prueba la imposibilidad de síntesis óptima;
- en problemas de control óptimo, se justifican las condiciones necesarias y, al mismo tiempo, suficientes para la optimización de primer orden, se establece la conexión entre el principio máximo de Pontryagin, el método de programación dinámica y el método característico de Cauchy, se describe la estructura de la síntesis óptima en el caso de datos de entrada de Lipschitz localmente;
- desarrolló y justificó nuevos métodos numéricos efectivos para resolver problemas de control óptimos utilizando la síntesis óptima de cuadrícula;
- en el campo de la teoría de soluciones generalizadas de las ecuaciones de Hamilton-Jacobi-Bellman: para el problema de Cauchy se describe la estructura de las soluciones minimax / viscosas (infinitesimal y en términos de características clásicas);
- la aproximación singular de estas soluciones está justificada; propuso y justificó nuevos métodos numéricos para construir soluciones de mínima / viscosidad basadas en características clásicas;
- se establece la conexión de estas decisiones con las leyes de conservación unidimensionales; investigó soluciones generalizadas en un problema con restricciones de fase.

## Trabajos científicos
Ea autora de más de 80 artículos científicos, incluida una monografía.
Entre sus obras:
- El método de características para las ecuaciones de Hamilton - Jacobi y sus aplicaciones en optimización dinámica // Matemáticas modernas y sus aplicaciones. Tbilisi, 2004. T. 20. S. 1–129;
- Asintóticos para juegos diferenciales perturbados singularmente // Teoría y aplicaciones de juegos (Huntington, Nova Science Publishers, Inc., Nueva York). 2001. VII. P. 175-196.

## Enseñando
Desarrolló y da conferencias para estudiantes de la Facultad de Matemáticas y Mecánica sobre ecuaciones diferenciales, teoría de juegos y sobre la teoría de soluciones generalizadas de las ecuaciones de Hamilton-Jacobi.

## Premios
- A. I. Premio Subbotin, Rama Ural de la Academia de Ciencias de Rusia (2004) - por una serie de trabajos sobre la teoría del control óptimo y sus aplicaciones.